# Миддлтон, Йевонд
Йевонд Филоун Миддлтон (урождённая Камберс ; 5 января 1893 — 22 декабря 1975) — английский фотограф, новатор в жанре цветной портретной съёмки. Работала 60 лет под псевдонимом Мадам Йевонд.

## Ранний период жизни
Йевонд Филоун Камберс родилась 5 января 1893 года в Стретеме. Она была старшей из двух дочерей. В 1899 году вместе с младшей сестрой Вереной семья Йевонд переехала в Бромли. Первое образование она получила благодаря воспитательнице и посещению местной дневной школы, затем она обучалась в школе-интернате Лингхольта в Хиндхеде, а затем в Международной гильдии в Париже, а также в школах-интернатах в Бельгии и Франции. С раннего возраста Йевонд Камберс стремилась быть независимой. Вдохновленная примером Мэри Уоллстонкрафт, она присоединилась к движению суфражисток в 1910 году.
Окончив школу, она вернулась в родной город Бромли (графство Кент) и стала активной участницей суфражистского движения, но осознала, что не была создана для борьбы за права женщин. Камберс перестала принимать активное участие в деятельности движения, но перед этим откликнулась на объявление в «Женский социально-политический союз» для обучения фотографии. Она присутствовала на собеседовании с Леной Коннелл, известной своими снимками английских аристократов и лидеров суфражизма.
Камберс получила трехлетнее обучение у фотографа-портретиста Лалли Чарльза. Благодаря приобретенным техническим навыкам и денежной помощи от отца (250 фунтов стерлингов), в возрасте 21 года Йевонд открыла собственную студию в доме 92 на Виктория-стрит в Лондоне и начала приобретать известность, приглашая известных личностей на бесплатную фотосъёмку. Вскоре её фотографии появились в светских журналах, таких как Tatler и The Sketch . Её стиль быстро трансформировался от традиционных постановочных кадров Л. Чарльза к более творческим снимкам. Модели зачастую смотрели в сторону, а не в камеру, для художественного эффекта также использовался реквизит.
К 1921 году мадам Йевонд завоевала славу и уважение как фотограф-портретист, и переехала в более просторное помещение на Виктория-стрит, 100. Здесь она занималась рекламной фотографией, а также снимала многих выдающихся личностей, таких как А. А. Милн, Барбара Картленд, Дайана Митфорд, Луи Маунтбеттен и Ноэл Кауард.

## Карьера
В начале 1930-х Йевонд экспериментировала с цветной фотографией, используя новый цветовой процесс Vivex от Color Photography Limited of Willesden. Цветные снимки тогда ещё не были повсеместно распространены, поэтому зачастую новаторство воспринималось консервативной публикой и фотографами враждебно. Йевонд, однако, была в восторге от новых возможностей и проводила бесчисленные часы в студии ради получения наилучших результатов. Её кропотливая работа принесла плоды. В 1932 году она получила восторженные отзывы с портретной выставки, организованной в галерее Олбани, на которой были представлены как монохромные, так и цветные работы.
В 1933 году Мадам Йевонд переехала на Беркли-сквер, 28. Она начала заниматься цветной техникой для создания рекламных и портретных снимков, параллельно выполняя и другие заказы. В 1936 году журнал Fortune поручил ей запечатлеть последние подготовительные этапы перед выпуском лайнера Cunard Queen Mary. Съемка сильно отличалась от её привычной работы, но Йевонда успешно с ней справилась. People напечатали двенадцать фотографий, которые выставили в Лондоне и Нью-Йорке. Моделью одного из портретов была художница Дорис Зинкайзен, которая в паре с сестрой Анной работала над созданием плакатов для лайнера. Другим важным событием для Йевонд было приглашение на фотосъёмку ведущих английских пэров по случаю коронации короля Георга VI и королевы Елизаветы. В 1921 году она получила членство в Королевском фотографическом обществе Великобритании. В коллекции КФОВ хранятся некоторые из её работ.
Наиболее узнаваемые снимки Йевонд были вдохновлены тематической вечеринкой, состоявшейся 5 марта 1935 года, на которой гости были одеты как римские и греческие боги и богини. Впоследствии Йевонд делала студийные портреты многих участников (и не только) в соответствующих костюмах и с декорациями. Эта серия фотографий продемонстрировала художественный потенциал Йевонд в игре с цветом, одеждой и реквизитом для создания необычного эффекта. Она продолжала серии фотографий, вдохновлённых знаками зодиака и месяцами года. Частично под влиянием художников-сюрреалистов, особенно Ман Рэя, Йевонд использовала сочетания, отражающие её чувство юмора.
Этот весьма плодотворный период карьеры Йевонд продлился всего несколько лет. В конце 1939 года компания Color Photographs Ltd закрывается, прекращая производство Vivex. В апреле этого года также умирает супруг Йeвонде — драматург Эдгар Миддлтон. Йевонд вернулась к черно-белой фотографии и создала много примечательных портретов. Она продолжила работу до самой смерти, однако наибольшую известность ей приносят работы, сделанные в 1930-е годы, обратившие внимание общества на цветную технику.
- 1953. Be Original or Die Photographs
- 2005. Goddesses and Others: Photographs by Madame Yevonde. Национальная портретная галерея (Лондон)
- Madame Yevonde: Colour, Fantasy & Myth. Национальная портретная галерея (Лондон)
- Yevonde: Life and Colour. Национальная портретная галерея (Лондон). Запланирована на 22 июня 2023 г.